# Большие Радваничи
Больши́е Радва́ничи (бел. Вялікія Радванічы) — агрогородок в Брестском районе Брестской области Белоруссии. Центр Радваничского сельсовета. Население — 392 человека (2019).

## География
Агрогородок находится в 23 км к юго-востоку от центра города Брест. Рядом (на западе) расположена деревня Малые Радваничи; две деревни разделяет река Рита. Большие Радваничи соединены местными дорогами с Брестом и магистралями М1 и Р-17.

## Этимология
Название патронимическое, происходит от клички той же основы, что и белорусское слово «рыдван».

## История
Деревня известна с XVI века, до середины XVI века была дворянским имением, центром Радваничской волости Берестейского староства Трокского воеводства, после административно-территориальной реформы в Великом княжестве Литовском середины XVI века вошла в состав Берестейского воеводства. В 1510 году король Сигизмунд I утвердил права на Радваничи-Церковные на реке Рыть за брестским дворянином А. Лозко. В 1600 году построена православная церковь.
После третьего раздела Речи Посполитой (1795 год) в составе Российской империи, административно принадлежало Гродненской губернии. В 1886 году в селе с 54 дворами действовали волостная управа, православная церковь, трактир. Владели селом местные мелкопоместные дворяне. С 1889 года работало народное училище.
В 1905 село Радваничи-Церковные было центром Радваничской волости Брестского уезда, в них работал волостной сельский фельдшер, были размещены участки полицейских урядников, мировых посредников, судебно-мирового округа, судебных следователей; раз в год действовал призывной участок.
В Первую мировую войну с 1915 года село оккупировано германскими войсками. Согласно Рижскому мирному договору (1921) Большие Радваничи вошли в состав межвоенной Польши, где были центром гмины Радваничи Брестского повета Полесского воеводства. В 1921 году насчитывали 97 дворов. Действовала подпольная ячейка КПЗБ.
С 1939 года в составе БССР, в 1940 году — 220 дворов. В Великую Отечественную войну фашисты уничтожили 97 дворов, убили 34 жителей; на фронте погиб 41 сельчанин.
В 2009 году деревня Большие Радваничи получила статус агрогородка.
2 мая 2015 года была освящена церковь в честь Матроны Московской.

## Население
На 1 января 2018 года насчитывалось 380 жителей в 180 домохозяйствах, из них 45 младше трудоспособного возраста, 222 — в трудоспособном возрасте и 113 — старше трудоспособного возраста.

## Инфраструктура
В агрогородке находятся средняя школа, магазин, сельский дом культуры с библиотекой, почтовое отделение, очистное сооружение и кладбище. Работает отделение «Радваничи» ОАО «СГЦ «Западный».